# Neidenstein
Neidenstein este o comună din landul Baden-Württemberg, Germania. Se află la o altitudine de 173 m deasupra nivelului mării. Are o suprafață de 6,48 km². Populația este de 1.753 locuitori, determinată în 31 decembrie 2023, prin actualizare statistică[*].